# Yutu
Yutu (chinês simplificado: 玉兔一号, pinyin: Yùtù yī hào, lit. ‘Coelho de jade’)  foi um rover lunar chinês projetado para explorar a superfície da Lua como parte da missão Chang'e 3. Seu nome foi escolhido depois de uma grande votação on line e se refere ao coelhinho de estimação de Chang'e, a deusa lunar na mitologia chinesa.
A missão contendo o rover Yutu teve início com o lançamento efetuado em 1 de dezembro de 2013 do Centro Espacial de Xichang, pousando com sucesso na Lua em 14 de dezembro de 2013, e fazendo dele o primeiro rover autônomo a operar no satélite desde que a sonda soviética Lunokhod 2 parou de funcionar em 11 de maio de 1973.
Depois de um início de missão bem sucedido, o Yutu encontrou dificuldades de operação após o 14º dia lunar – cada dia e noite lunares duram cerca de 14 dias terrestres – e parou de se locomover após a segunda noite lunar, apesar de continuar transmitindo dados. Em outubro de 2015 ele quebrou o recorde de maior período operacional para um rover na superfície da Lua. Em 31 de julho de 2016, após 31 meses, ele cessou de vez suas atividades, muito além do tempo inicial previsto de três meses.

## Especificações
O Yutu foi desenhado para fazer pesquisas no solo e explorar o satélite de maneira independente. Seu desenvolvimento começou a ser feito em 2002, no Instituto de Engenharia de Sistemas Aeroespaciais de Xangai e foi completado em 2010. Ele possui seis rodas, tem 1,5 m de altura e pesa aproximadamente 140 kg, com uma capacidade de carga de até 20 kg; pode transmitir imagens ao vivo pela televisão e tem a capacidade de cavar e fazer análises simples de amostras do solo. Pode também se mover em inclinações e tem sensores automáticos que previnem o choque com outros objetos.
A energia do rover é suprida através de painéis solares e foi planejado para uma missão de três meses, com a exploração de uma área de 3 km² ao redor do módulo de alunissagem, chegando, em linha reta, a uma distância máxima de 10 km da base fixa. Ele carrega em sua parte inferior um radar capaz de fazer pesquisas no solo a até 30 m de profundidade e de investigar a estrutura da crosta lunar a até centenas de metros. Também carrega um espectrômetro de raios X e de raios infravermelhos.
Ele foi projetado para explorar uma área lunar de 3 km² durante sua missão de três meses, percorrendo uma distância máxima de 10 km; sua energia é produzida por dois painéis solares, que permitem ao rover operar nos dias lunares. Durante as 14 noites lunares subsequentes, ele opera em modo de espera, aquecido por unidades de aquecimento de radioisótopo usando plutônio-238.

## Objetivos
O objetivo oficial da missão era conseguir o primeiro pouso e exploração da superfície lunar não-tripulada para a China, assim como demonstrar e desenvolver tecnologia fundamental para as próximas missões espaciais chinesas. Os principais objetivos científicos incluíam topografia da superfície lunar e levantamento geológico, estudo da composição do material lunar e levantamento de recursos, detecção do ambiente espacial Sol-Terra-Lua e observação astronômica baseada em solo lunar. A missão também foi projetada para fazer a primeira medição direta da estrutura e do interior do solo lunar até a profundidade de 30 cm e investigar a estrutura interna da Lua até centenas de metros de profundidade.
O Programa Chinês de Exploração Lunar está dividido em três fases operacionais:
- Órbita (Chang'e 1 e Chang'e 2) – já completada
- Pouso (Chang'e 3 and Chang'e 4) – em andamento
- Coleta e retorno de amostras (Chang'e 5) – fase futura

## Pouso

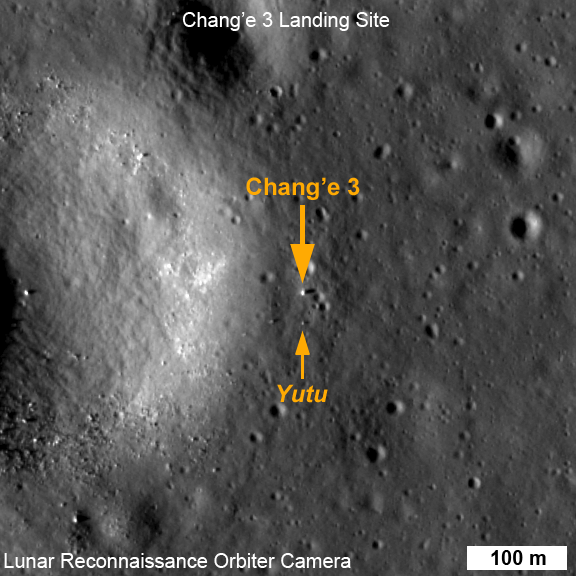
Imagem feita da órbita lunar pela sonda norte-americana Lunar Reconnaissance Orbiter mostra a Chang'e 3 (seta maior) e o Yutu (seta menor) na superfície da Lua.

A sonda Chang'e 3 pousou na Lua em 14 de dezembro de 2013 (13:12 UTC) e o Yutu rolou para fora dela 7h e 24min depois. O local de pouso escolhido foi anunciado como sendo Sinus Iridum, entretanto a sonda acabou pousando em Mare Imbrium, a sudeste, 40 km ao sul da cratera Laplace F, de 6 km de diâmetro, num platô a 2640 m  de altitude.

## Atividades

### Primeiro dia lunar
Depois do pouso e do rolamento bem sucedido, em 17 de dezembro a agência espacial chinesa comunicou que todas ferramentas científicas à exceção dos espectômetros tinham sido ativadas e tanto a sonda quanto o rover "funcionavam perfeitamente como esperado, apesar das condições rigorosas inesperadas do ambiente lunar". Entretanto, entre 16 e 20 de dezembro o rover não se moveu devido à queda de energia. Radiação solar direta havia aumentado a temperatura do lado iluminado do rover a mais de 100ºC enquanto o lado escuro caía simultaneamente a abaixo de zero.
Em 22 de dezembro o Yutu já havia completado suas primeiras tarefas: fotografar a Chang'e 3 de vários ângulos, seguindo uma rota semicircular do norte para o sul da sonda, sendo ao mesmo tempo filmado e fotografado pela Chang'e 3. Depois disso ambos começaram seus respectivos testes científicos.
Em 23 de dezembro, além de soltar seu braço robótico, o Yutu fez testes em si próprio para se certificar de que estava preparado para as noites lunares e se moveu para 40 m ao sul da sonda. Em 25 de dezembro, dia de Natal, a Chang'e entrou em modo de espera, seguida no dia seguinte pelo Yutu. Ambos tiveram que suportar o frio extremo das duas semanas - tempo terrestre - da noite lunar, de até – 180ºC.

### Segundo dia lunar
Em 11 de janeiro de 2014, após o fim da primeira noite lunar, a sonda e o rover foram "despertados". Dois dias depois o Yutu fez sua primeira investigação do solo lunar. Em 25 de janeiro, os chineses anunciaram que o Yutu estava sofrendo de alguma anormalidade no controle mecânico. A Sociedade Planetária, ONG fundada por Carl Sagan dedicada à astronomia, reportou que o rover não estava respondendo apropriadamente aos comandos da Terra e poderia não estar preparado para a longa noite lunar que se aproximava.
Mais especificamente, o Yutu sofreu uma avaria do circuito de controle em sua unidade de condução, que o impedia de entrar em modo normal de dormência e dobrar seu mastro principal e painéis solares.

### Terceiro dia lunar
O Comando de Controle esperava que o Yutu respondesse ao contato da Terra em 11 de janeiro de 2014, esperando que houvesse sobrevivido à sua segunda noite lunar. Como não houve qualquer transmissão de sinal, a direção da missão o declarou oficialmente fora de operação. Porém, no dia seguinte, o rover voltou a fazer contato com o Comando. A agência espacial chinesa comunicou que apesar do rover continuar a transmitir sinais, ele ainda passava por dificuldades de controle mecânico.
O Yutu entrou em seu terceiro período de hibernação em 22 de fevereiro. Ele continuava impedido de se mover e outros problemas técnicos persistiam dificultando as experiências científicas. Os cientistas descobriram que o circuito dos controles haviam falhado e isto impediu o rover de entrar no modo de espera hibernante como planejado mas confirmaram que o radar de penetração do solo e o equipamento de imagem panorâmica e infravermelha continuava funcionando normalmente.

### Situação posterior
Em 18 de abril de 2014, descobriu-se que o problema no rover era elétrico e não mecânico e os técnicos da missão estavam tentando superá-la. A Sociedade de Pesquisa Espacial Chinesa, através de seu vice-secretário-geral Wang Jianyu, declarou que "a temperatura enfrentada pelo rover e pela sonda são muito mais baixas do que estimávamos e ele deve estar sofrendo algum tipo de congelamento interno". Três dias antes, a Chang'e 3 e o Yutu testemunharam um eclipse total do Sol provocado pela Terra visto da superfície da Lua, ao contrário dos habitantes da Terra, que assistiram a um eclipse lunar provado pela Terra passando pelo Sol.
Em 7 de setembro de 2014, quatro dos instrumentos acoplados ao Yutu ainda funcionavam normalmente, apesar da falta de mobilidade do rover: as câmeras panorâmicas instaladas no mastro, o radar profundo de solo, o espectrômetro infravermelho no corpo do rover e o espectrômetro de raio-X no braço robótico, indicando que o Yutu ainda podia funcionar como plataforma imóvel.  Em outubro, o Yutu continuava imóvel com seus instrumentos se degradando continuamente. Mesmo assim, ainda estava capaz de se comunicar com estações de rádio em UHF na Terra, e transmitir uma imagem em panorama da Chang'e 3, enquanto a sonda já tinha cessado suas transmissões.

## Fim da missão
Apesar de observadores amadores nao conseguirem mais captar transmissões do pousador a partir daí, os técnicos chineses anunciavam que o Yutu ainda operava seu telescópio e sua câmera UV quando entrou na 14ª noite lunar, em 14 de janeiro de 2015. O rover não conseguiu mais mover seus painéis solares de volta à posição isolante ao frio durante as noites lunares e a cada noite mais algumas capacidades eram perdidas, mas ele excedeu em muito as expectativas de vida útil de três meses. Os instrumentos científicos funcionaram mas a transmissão de dados subsequente se tornou muito limitada porque o espectômetro e o radar de solo conseguiam fazer sempre apenas as mesmas observações. O Controle de Missão planejou continuar a usar o Yutu até que ele cessasse completamente suas atividades, já que qualquer material enviado forneceria dados importantes sobre a durabilidade de seus componentes.
O Yutu continuou a transmitir durante todos os dias lunares até dezembro de 2015. Em outubro daquele ano, ele já havia batido o recorde de mais longo período operacional de um rover na Lua, mesmo que a maior parte dele imóvel. Em 3 de agosto de 2016, ele finalmente cessou suas operações.